# 迈外迪
迈外迪全称上海迈外迪网络科技有限公司，是總部位於中國上海的一家商場WiFi供應商，為商場內的咖啡館、飯店等提供WiFi路由器，顧客因而可以連上免費WiFi同時手機跳轉到廣告頁面，迈外迪也通過這些廣告牟利。在商用WiFi供應商領域迈外迪市場佔有率在中國大陸排名第一。迈外迪成立於2007年。2012年至2016年期間，景林资产、小米集團、騰訊、大眾點評以及萬達集團向其注資。